# 韮山形
韮山形（にらやまがた）とは、幕末に、江戸幕府の命により韮山代官の江川英敏（江川太郎左衛門）の下で建造された、西洋式軍艦の型式である。
ロシアの技術を基に国産化された君沢形帆船を小型化したもので、帆装形式は君沢形と同じスクーナー（スクーネル）に分類される。要目は全長6間（10.9m）・内法幅8尺5寸（2.6m）・深さ4尺8寸（1.5m）で、全長は君沢形の約半分である。船体は主に松材の木造。補助推進設備として和式の艪16丁または洋式の櫂20丁を備えた。軍用が意識された設計で、武装としては船首に24ポンド短カノン砲やダライバス砲、ボート・ホイッスル（艦載用の小型榴弾砲）などを搭載でき、火薬庫も設けられていた。小型化したおかげで、工期は大幅に短縮されて1隻あたり12日間で建造可能、費用も君沢形の約1割の295両に収まった。浅川道夫によると、小型化の理由は、水深の浅い品川台場周辺への配備が予定されたためではないかという。
韮山形は1856年1月頃（安政2年11月末）から1857年頃（安政4年）までに6隻が建造された。うち4番船と5番船は下田で建造された。建造には君沢形で経験を積んだ船大工たちが従事した。就役後は、韮山代官所配下の練習船や警備船として使われたほか、東京湾を防備する品川台場の戦力を補うための砲艦として警備担当の諸藩に引き渡された。